# Акайдын, Мустафа
Мустафа Акайдын (24 апреля 1952 года, Чорум) — турецкий политик, член республиканской народной партии.

## Биография
Родился 24 апреля 1952 года в Чоруме. Учился в школах Анкары и Стамбула. В 1975 году окончил медицинский факультет университета Хаджеттепе. Работал хирургом, с 1980 года преподавал в университете Акдениз. Один год проходил обучение в США и Германии в области трансплантации органов и грудной хирургии. В 1996—2004 годах являлся заместителем ректора университета Акдениз. В 2004—2008 годах — ректором того же университета.
В 2009 году был избран мэром Антальи, получив 42,34 процента голосов. В 2014 году повторно баллотировался на пост мэра, но проиграл. Мендерес Тюрель, соперник Акайдына от партии справедливости и развития, опередил его более чем на 23 тысячи голосов.

### Личная жизнь
Женат, двое детей.